# Carl Löbbecke

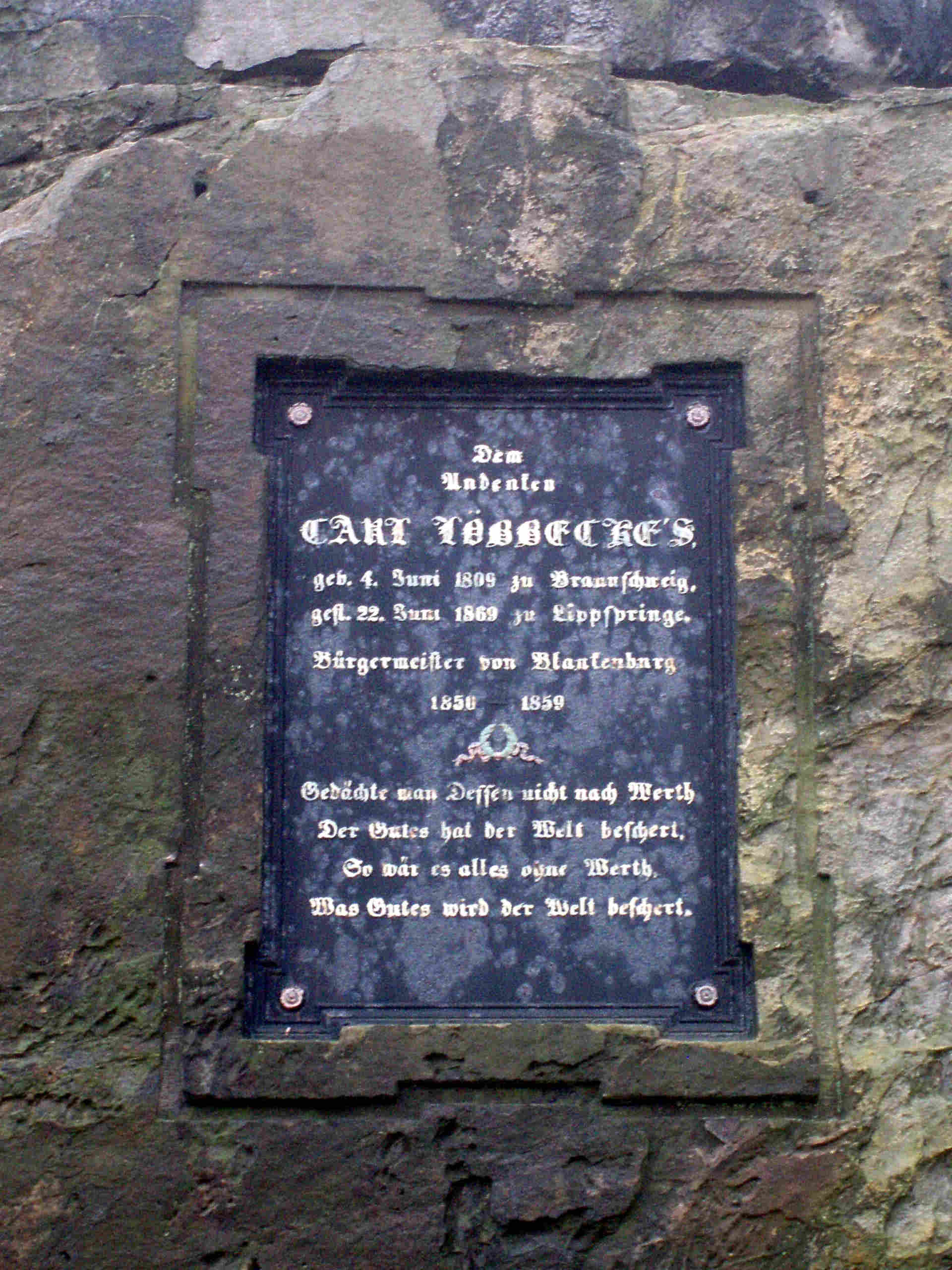
Carl Löbbecke Gedenktafel am Löbbecke-Felsen

Carl Wilhelm August Löbbecke (* 4. Juni 1809 in Braunschweig; † 22. Juni 1869 in Lippspringe) war ein deutscher Kommunalpolitiker, Kaufmann, Bankier und Mitinhaber des Bankhauses Löbbecke & Co.

## Leben
Carl Löbbecke wurde als Sohn von Carl Friedrich Löbbecke (1768–1839) und dessen zweiter Ehefrau Sophie Christine Hoffmeister (1772–1851) geboren. Von 1850 bis 1859 war er Bürgermeister der Stadt Blankenburg im Landkreis Harz und sorgte sich in dieser Funktion unter anderem um die weitere touristische Erschließung der Teufelsmauer im Harz. So ließ er 1853 den Kammweg auf den Felsklippen anlegen, der heute auch den Beinamen Löbbeckestieg trägt.
1852 nahm er an der Landesabgeordnetenversammlung des Herzogtums Braunschweig teil. Er hinterließ der Stadt Blankenburg (Harz) die Stiftung „Zur Erinnerung an den 25. April 1856“, deren Rechte einer milden Stiftung im darauffolgenden Monat von der Kreisdirektion Blankenburg anerkannt wurden.
Carl Löbbecke erwarb den Gutsbesitz Groß Denkte und vererbte diesen.

## Familie
Carl Löbbecke heiratete Adelheid von Bülow (1816–1871). Ihr Sohn Bernhard (1840–1921) gründete mit Ida Freiin von Bernewitz (1841–1914), ihre Eltern waren Antoinette von Bülow und der Hauptmann August Freiherr von Bernewitz, eine Familie und hatte selbst wiederum zwei Söhne. Bernhard erhielt am 30. Mai 1901 den braunschweigischen Adelsstand, gegeben zu Blankenburg am Harz. Aus dem väterlichen Gut Groß Denkte bestimmte er einen Familienfideikommiss.

## Ehrungen
Nach ihm ist der an der Teufelsmauer befindliche Löbbecke-Felsen benannt, an dem eine gusseiserne Gedenktafel angebracht ist.